# 가위개미

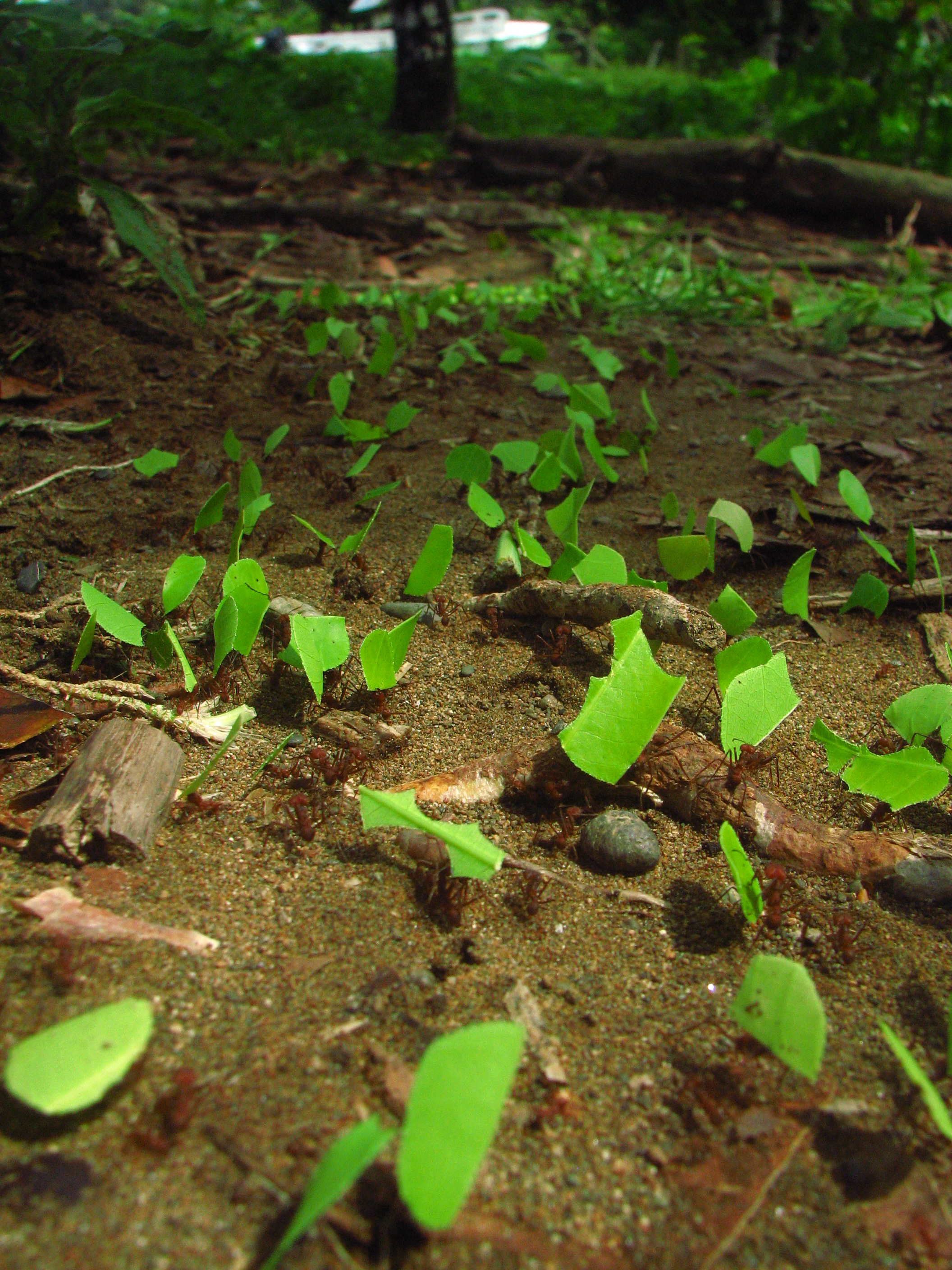
에타 콜롬비카(Atta colombica) 일개미들이 잎을 옮기고 있는 모습.

가위개미, 또는 잎꾼개미는 에타속(Atta)과 에크로머멕스속(Acromyrmex)에 속하여 잎을 잘라 모으는 습성을 가진 개미를 총징하는 이름으로, 41종의 개미가 '가위개미'로 불린다. 가위개미는 모두 열대 종이며 잎을 수집해서 '식용 균류'를 재배하는 것이 특징이다. 보통 남아메리카와 중앙아메리카, 또는 멕시코나 미국 남부 지방에서만 볼 수 있는 고유종이다.
에크로머멕스속과 에타속의 개미들은 해부학적으로 매우 유사하지만, 외관상의 차이로 구별은 가능하다. 즉, 에타속의 개미들은 등에 3쌍의 뿔과 비교적 매끈한 외골격을 갖고 있는데 비하여 에코르머멕스속의 개미들은 등에 4쌍의 뿔과 비교적 거친 외골격을 가지고 있다.
가위개미들은 지구에서 가장 크고 복잡한 동물 사회를 이룩하였다. 무리가 생성되고 몇년이 있으면 그들의 중심둥지의 지하부의 지름은 30미터를 넘어갈 수 있으며 변두리 둥지까지 포함시키면 지름이 80미터에 이르고, 그리하여 대략 600제곱미터의 땅을 차지하고 800만의 개체를 가지게 된다.

## 군체의 생활 주기

### 생식과 군체 형성

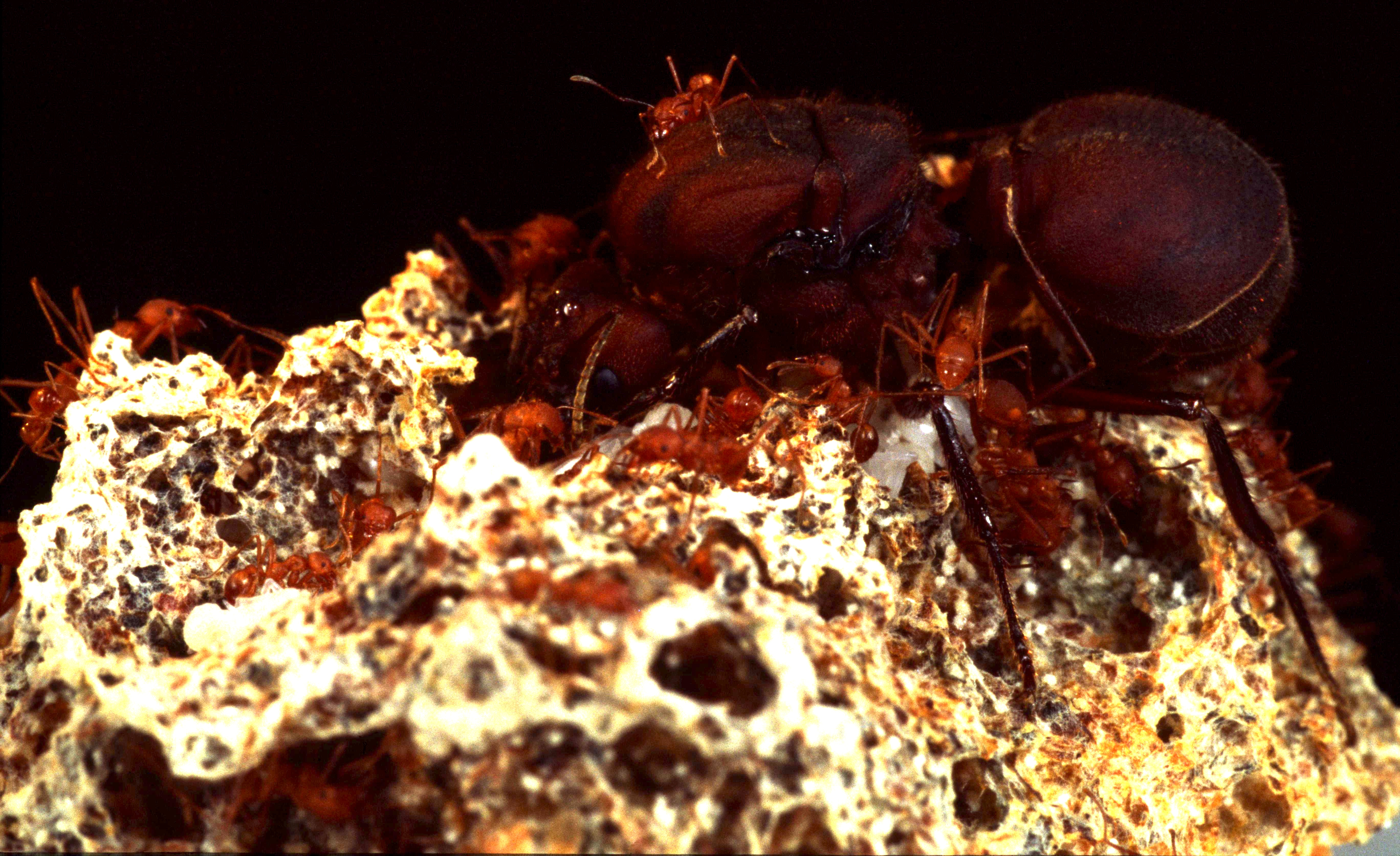
에타 콜롬비카(Atta colombica)의 여왕과 일개미가 둥지에 있는 모습

수개미와 암개미들은 혼인 비행에 참가하는데, 가위개미의 혼인비행을 특별히 '레보아다'(revoada)라고 한다.각 암개미는 여러마리의 수개미와 짝짓기를 하는데, 이는 무리 형성에 필요한 3억개의 정자를 얻기 위해서이다.
땅에 도착하면 암개미는 날개를 떼고 무리 형성에 적당한 땅을 찾아 무리를 형성한다. 땅에 도착한 암개미의 무리 형성 성공률은 2.5%로, 다른 개미들과 마찬가지로 매우 낮다. '식용 균류'의 '농장'을 가동시키기 위하여, 암개미들은 입에 균류의 포자를 가지고 있는데, 이것을 잎에 뿌려서 균류를 발생시킨다.

### 사회 계급
성숙한 가위개미 무리에서는 개미들이 여러 계급으로 나뉘는데, 보통 크기로 나누며, 각 계급마다 맡은 일이 다르다. 에크로머멕스속과 에타속은 각각 높은 수준의 분업화를 보이느데, 대략 4계급으로 분류되며, 각각의 계급의 이름은 정원사 개미, 소형일개미, 중형일개미, 대형일개미이다. 대형일개미를 병정개미라고 부르기도 한다. 에크로머멕스속의 일개미들이 에타속의 일개미들보다 크기의 차이가 작다.

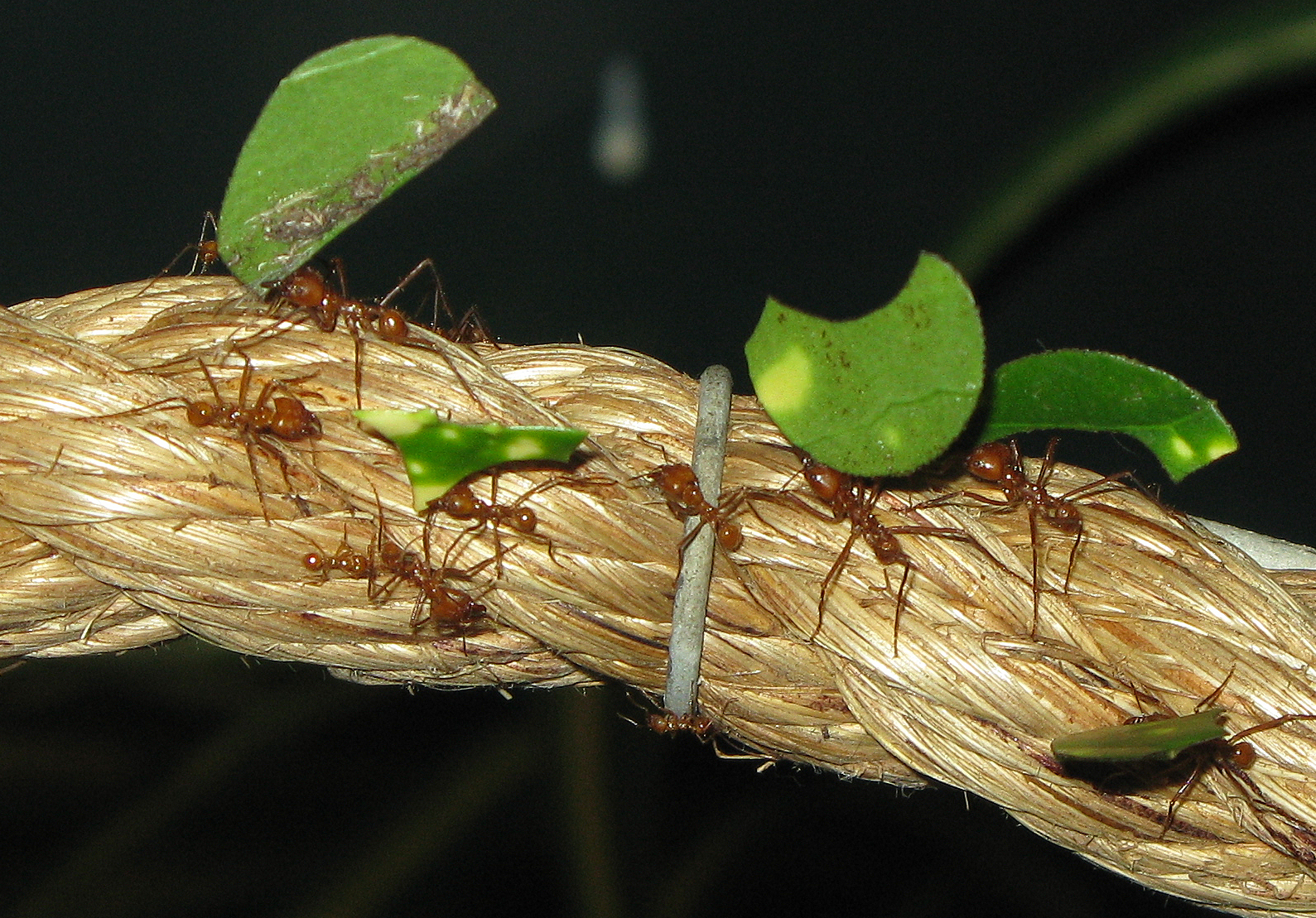
가위개미 에타 세팔로테스(Atta cephalotes)

- 정원사개미는 가장 작은 일개미로, 어린 유충을 돌보거나 버섯 농장에서 일한다. 또는, 잎을 운반하는 개미들을 기생 파리로부터 보호한다. 머리의 직경은 1mm이 되지 않는다.
- 소형일개미는 정원사 개미보다는 약간 크며 경비병 역할을 한다. 잎을 가지러 가거나 오는 개미들을 보호하며 다른 생물이 공격할 경우 제일 먼저 방어를 한다.머리의 직경은 1.8~2.2mm이다.
- 중형일개미는 잎을 자르고 무리로 가져오는 역할을 한다. 이 일개미가 자기보다 더 큰 나뭇잎을 잘라 가져가는 것이 마치 나무꾼 같다 하여 잎꾼개미라는 이름이 생겼다.
- 대형일개미는 가장 큰 일개미이며 무리를 외부침입자로부터 지키는 것이 주 임무이나, 최근에 대형 일개미들이 다른 일에도 종사하는 것으로 나타났다. 대형일개미의 몸 길이는 16mm이며 머리 직경은 7mm이다.

## 개미-균 상리공생
가위개미의 사회는 개미-균 공생을 바탕으로 하고 있으며 가위개미 종마다 사육하는 균의 종이 다르나 모두 레피오타세네과 (Lepiotaceae)에 속한다. 개미들은 이 균들을 활발히 사육하는데, 매일 신선한 식물성 먹이를 주고, 해충 등이 다가오는 것을 막아준다. 이런 상리공생은 어떤 박테리아에 의해서 더욱 발전하게 되는데, 이 박테리아는 개미의 몸에 천연항생제를 만들어준다. 가위개미들은 균이 새로운 식물에 대해 어떤 반응을 보이는지 감지해낼 수 있다. 그래서 만약 어떤 식물이 균에 해롭다고 밝혀지면 무리는 더 이상 그 식물을 수집하지 않는다. 결국, 균은 개미들이 있어야 살 수 있으며, 개미의 애벌레들은 균이 있어야 생존할 수 있다.

### 폐물 처리

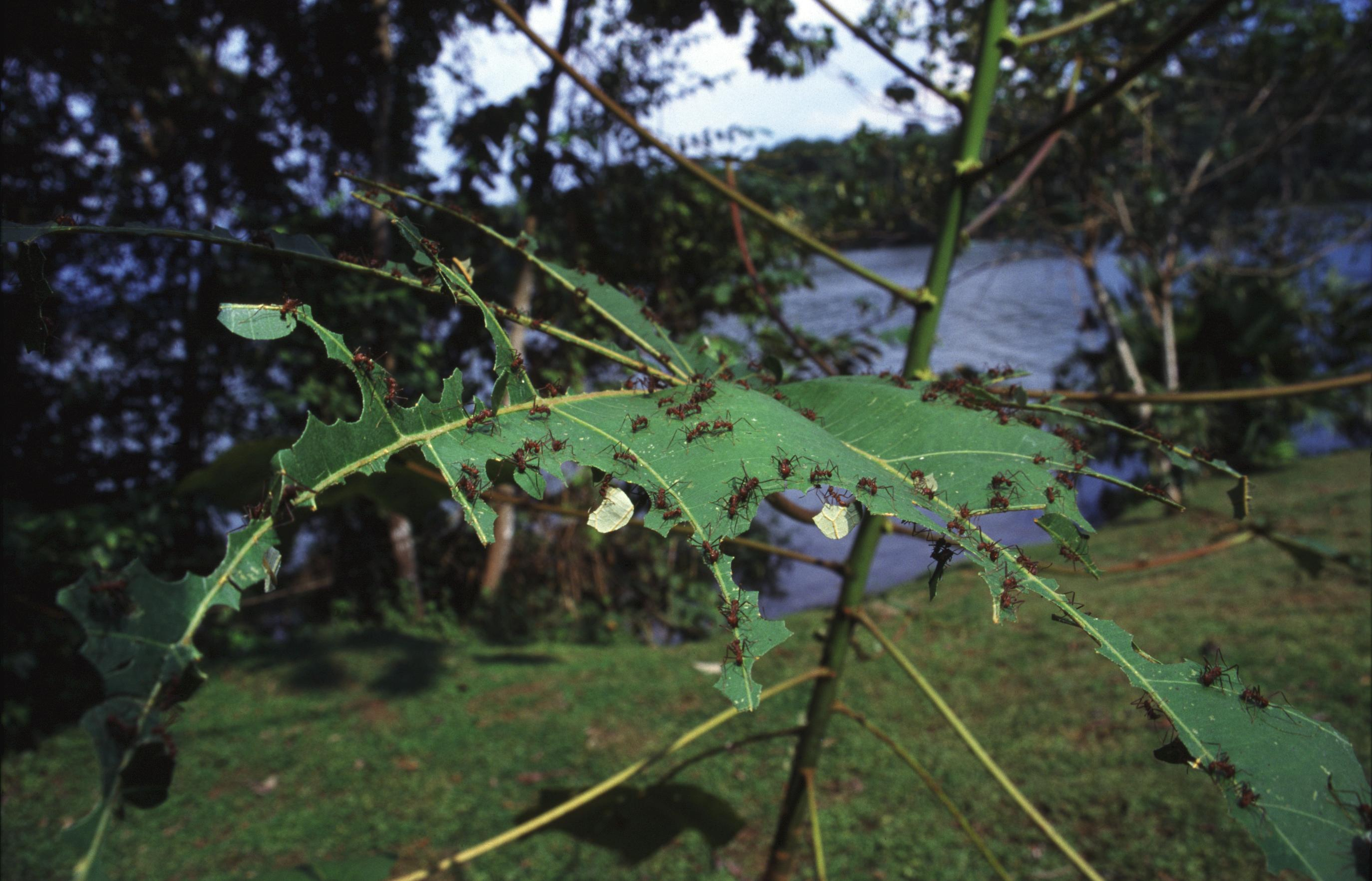
에타 콜럼비카(Atta colombica)의 일개미들이 일하고 있는 모습.

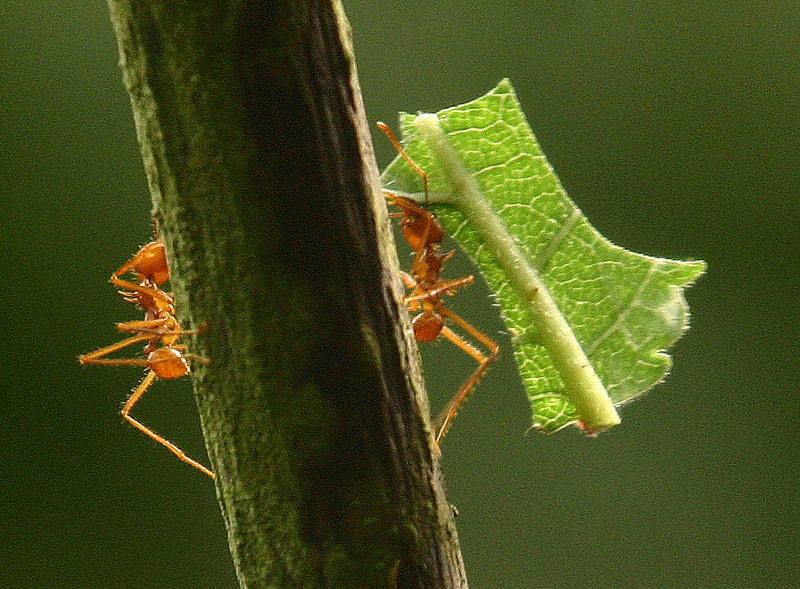
두 마리의 가위개미

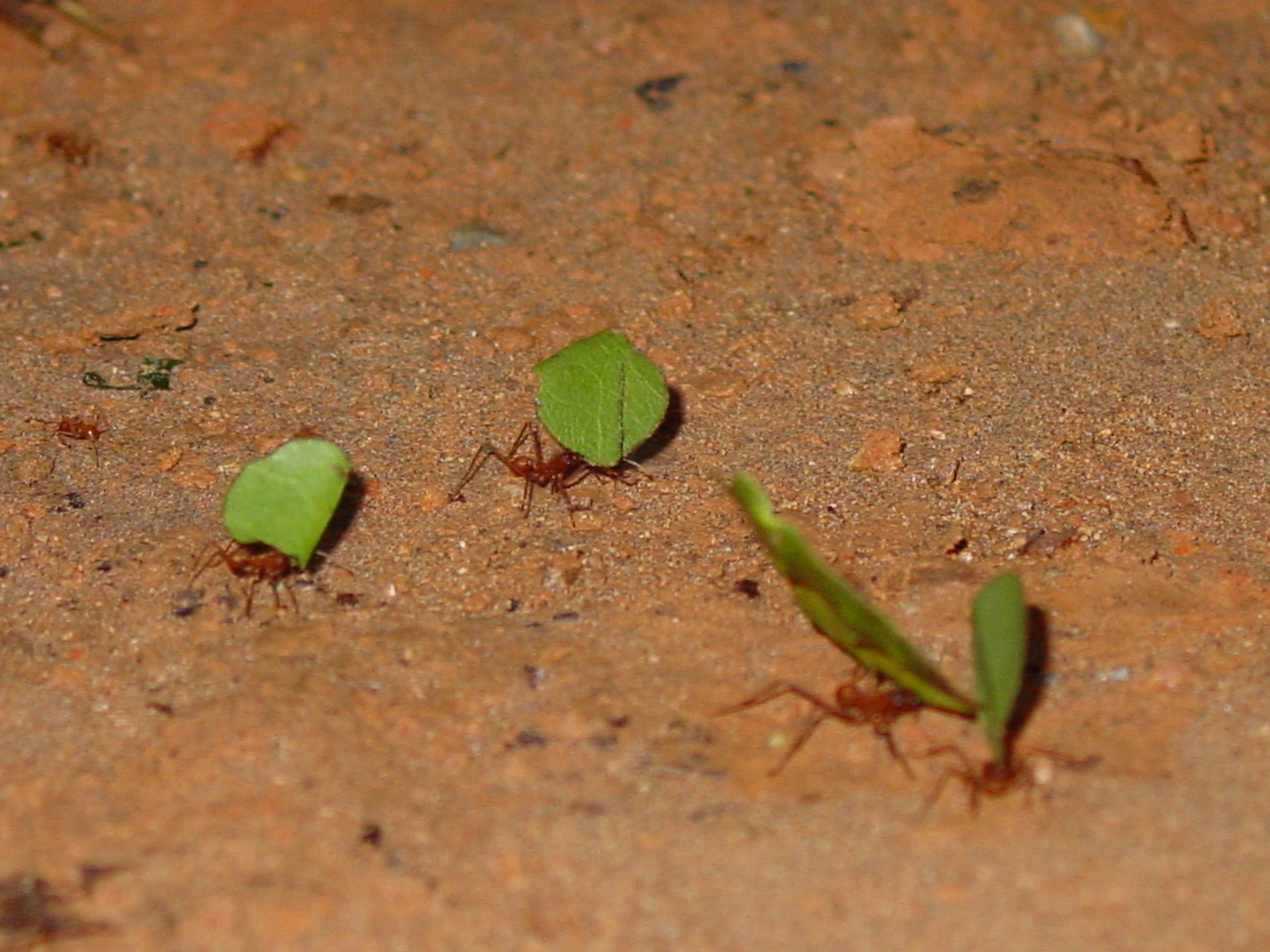
코스타리카의 가위개미

가위개미들은 균류 농장에서 나오는 폐물의 처리에 대해 매우 명확한 역할을 가지고 있는데, 이는 폐물 처리가 무리의 생존과도 관련이 있기 때문이다. 에스코봅시스(Escovopsis)는 가위개미들의 균류 농장을 위협하므로 가위개미 무리에 대한 지속적 위험이 된다. 폐물 운반과 처리에 종사하는 개미들은 주로 나이가 들고 죽어도 덜 아까운 개미들로 배치하며, 더 건강하고 어린 개미들은 균류 농장에서 종사한다. 폐물 운반 개미들은 폐물(균 찌꺼기 등)을 폐물더미에 가져다 놓는다. 그렇게 폐물이 폐물더미에 도착하면, 폐물 처리 개미들이 이를 정리하여 폐물 운반 개미들이 편하게 일할 수 있도록 한다. 에타 콜롬비카의 개미들은 죽은 일개미들도 폐물더미 주변에 쌓아놓는다고 한다.
이런 폐물 처리와 동시에 '엑티노박테리아'(Actinobacteria)는 에스코봅시스의 증식을 막아준다. 엑티노박테리아는 그 개미의 뒷가슴옆판의 분비샘에 서식한다. 엑티노박테리아는 현재 세계의 여러 항생제를 만드는 데에 사용되고 있다.

### 기생 관계

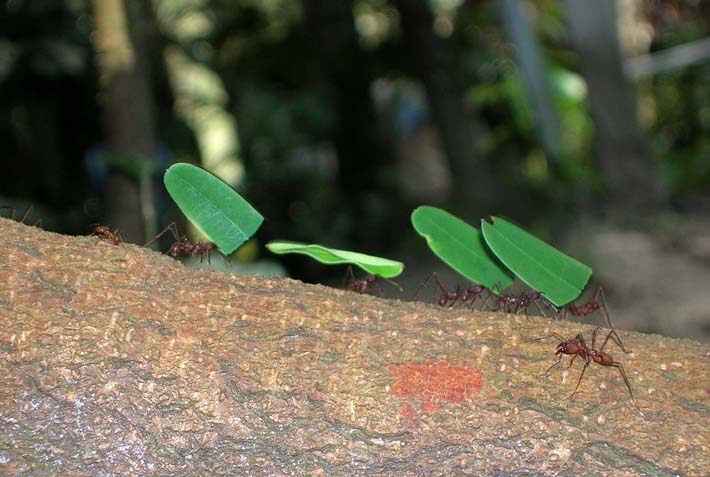
잎 수집

개미들이 잎을 수집하고 있을 때, 기생파리에 의해 공격받을 가능성이 있다. 이 기생파리는 일개미의 머리의 관절에 산란관을 꽂아서 알을 낳는다. 대체로 정원사 개미나 소형개미가 지키면서 기생파리의 공격을 방지해준다. 또한 앞서 설명한 에스코봅시스는 개미 군체에 매우 해로우며 개미의 균 농장을 완전히 망칠 수 있는 잠재력을 가지고 있다. 에스코봅시스는 무리 형성 초기에는 6.6%의 무리에서 사육되고 있었다. 그러나, 1~2년 된 가위개미 무리는 약 60%에서 에스코봅시스가 자라고 있었다.